# 청호반새
청호반새(靑湖畔-, 학명: Halcyon pileata 할퀴온 필레아타[*])는 파랑새목 물총새과에 속하는 한 종이다. 최근엔 환경부에 의해 멸종위기 2급으로 지정되었다.

## 모습
청호반새는 등이 짙은 파란색을 띠고 있다. 머리는 검은색이며, 턱 밑과 목, 가슴 윗부분은 하얀색을 띠고 있다. 배 아래쪽은 주황색을 띠며, 다리는 붉은색이다. 부리는 크고 길며 선병한 붉은색이다. 아래쪽 부리가 조금 휘어져 있다. 가만히 앉아 있을 때 날개에 검은 무늬가 보이고, 날아갈 때는 하얀 무늬가 보인다. 암컷은 수컷과 비슷하지만, 가슴 깃털에 엷은 까만색의 가장자리가 있어 평생 동안 없어지지 않는다.

## 집
청호반새는 주로 농경지나 산지의 물가에 살지만, 때로 사람이 사는 곳 근처로 날아와 전깃줄 위에 앉아 있는 경우도 있어 쉽게 눈에 띄인다. 또 논이나 간척지에 날아와 물고기, 개구리 등을 잡아먹기도 한다.
청호반새는 오염되지 않은 지역에 사는 희귀한 새다. 청호반새가 사는 곳은 그만큼 오염이 덜 된 곳임을 나타낸다. 청호반새를 비홋한 물총새과의 새들이 사는 곳은 환경이 깨끗한 곳이다. 물총새과의 새들은 오염되지 않은 물에서 사는 신선한 먹이를 먹고 산다.

## 울음소리
청호반새는 짝짓기 때가 되면 암컷과 수컷이 서로 하천 위를 쫓고 쫓기듯이 날아나닌다. 이때 새들은 "쿄로로, 쿄로로, 쿄로로" 하고 날카로운 소리를 내며 울음소리를 높인다. 이 울음소리는 짝짓기를 할 때가 되었다는 것을 알리는 소리일 뿐만 아니라 같은 종족임을 알리는 소리이다.

## 먹이
청호반새는 물가나 강가의 벼랑이나 높은 나뭇가지 위에 꼼작않고 앉아 있다가 먹이를 발견하면 물 속이나 땅 위에 내려와서 먹이를 잡는다. 일단 먹이를 발견하면 아무리 물살이 빠른 계곡이라도 정확히 물 속의 목표물을 낚아채 사냥한다. 부리는 물고기나 양서류를 낚아채기 좋은 구조로 되어 있으며 먹이를 물었을 때 단숨에 물고 날아오를 수 있을 정도로 커다랗다. 먹이는 주로 갑각류, 파충류, 양서류, 어류, 곤충류 따위를 먹는다.

## 보호
청호반새는 서울시 보호 야생 생물 대상종이다.